# 김지완 (배우)
김지완(본명: 김경섭, 1974년 10월 13일 ~ )은 대한민국의 배우이다.

## 생애
1997년 연극배우로 첫 데뷔를 하였다.

## 학력
- 서울예술대학 방송연예과

## 출연작

### 드라마
- 2003년 SBS 수목드라마 《요조숙녀》남경석역
- 2004년 MBC 특집단막극 《한뼘드라마 - 눈의 여왕》남주인공
- 2004년 SBS 수목드라마 남자가 사랑할때... 보디가드역
- 2004년 SBS 주말극장 《토지》... 오가다지로 역
- 2004년 MBC 일요 아침드라마 《단팥빵》... 이신혁 역
- 2005년 MBC 주간단막극 《베스트극장 - 인생은 짧다》남주인공
- 2005년 KBS2 아침드라마 《걱정하지마》 ... 이선우 역
- 2007년 MBC 수목드라마 《뉴하트》 ... 김수련의 남편 역
- 2008년 SBS미니시리즈 일지매 소현세자역
- 2009년 SBS 주말극장 《사랑은 아무나 하나》 ... 장태우 역
- 2010년 SBS 아침드라마 당돌한여자 상수역
- 2010년 SBS 미니시리즈 《별을 따다줘》 ... 이민철 역(특별출연)
- 2012년 SBS 주말드라마 폼나게살거야 정전기역
- 2012년 SBS 특집극 《2부작 - 가족사진》 ... 노성민 역
- 2012년 KBS2 미니시리즈 《전우치》 ... 조보소 부주서 역
- 2012년 MBC드라마 무신 영녕공역
- 2013년 KBS2 월화드라마 《총리와 나》 ... 강수호 역
- 2014년 MBC 일일 특별기획 《엄마의 정원》허정호팀장역
- 2015년 KBS1 일일연속극 《당신만이 내사랑》신재민팀장역
- 2019년 SBS 수목드라마 《빅이슈》박지완역
- 2019년 KBS2 일일연속극 《태양의 계절》허정호팀장역
- 2021년 OCN 번외수사 고승우역
- 2021년 SBS아침드라마 아모르파티
- 2023년 ENA 수목드라마 오랫동안 당신을 기다렸습니다 이성룡역
- 2023년 sbs 7인의 탈출 지배인역

### 영화
- 2002년 《아프리카》 ... 영배 역
- 2004년 《그녀를 모르면 간첩》 ... 서바이벌 조교 4 역
- 2007년 《펀치 레이디》 ... 박성연 역
- 2009년 《낯선 곳 낯선 시간》 ... 김상우 / 상우 아버지 역
- 2023년 《하루 또 하루》...현우역

### 연극
- 2006년 《아트》
- 2007년  《서울노트》
- 2009년 《낮병동의 매미들》
- 2011년 《남자따위가 왜 필요해》
- 2015년 《판사사위》
- 2016년 《그놈을 잡아라》
- 2017년 《사랑에 스치다》

### 뮤직비디오
- 2000년 이지나 마지막선물
- 2000년 루이스 날 죽여줘
- 2000년 박정현 마지막시간
- 2001년 플라워 - 에필로그
- 2002년 김현성 - 헤븐
- 2003년 이수영 - 덩그러니
- 2004년 소민 - 습관처럼
- 2004년 강성훈 - 보이지 않는 사랑